# Don Brewer
Don Brewer (Flint, 3 settembre 1948) è un batterista statunitense, noto per essere stato membro della rock band dei Grand Funk Railroad.

## Carriera
Inizia la sua carriera con i Terry Knight and the Pack, per poi fondare i Grand Funk Railroad, contribuendo anche alla composizione.
Di rilievo anche le sue collaborazioni con Frank Zappa.
Da qualche anno, batterista anche nelle tournée con la Silver Bullet Band di Bob Seger